# La Campana, Veracruz
La Campana är en ort i Mexiko.   Den ligger i kommunen Tempoal och delstaten Veracruz, i den sydöstra delen av landet, 240 km norr om huvudstaden Mexico City. La Campana ligger 149 meter över havet och antalet invånare är 151.
Terrängen runt La Campana är huvudsakligen platt. La Campana ligger uppe på en höjd. Runt La Campana är det ganska tätbefolkat, med 72 invånare per kvadratkilometer. Närmaste större samhälle är Tantoyuca, 18,1 km sydost om La Campana. Omgivningarna runt La Campana är en mosaik av jordbruksmark och naturlig växtlighet.